# 浦添市美術館

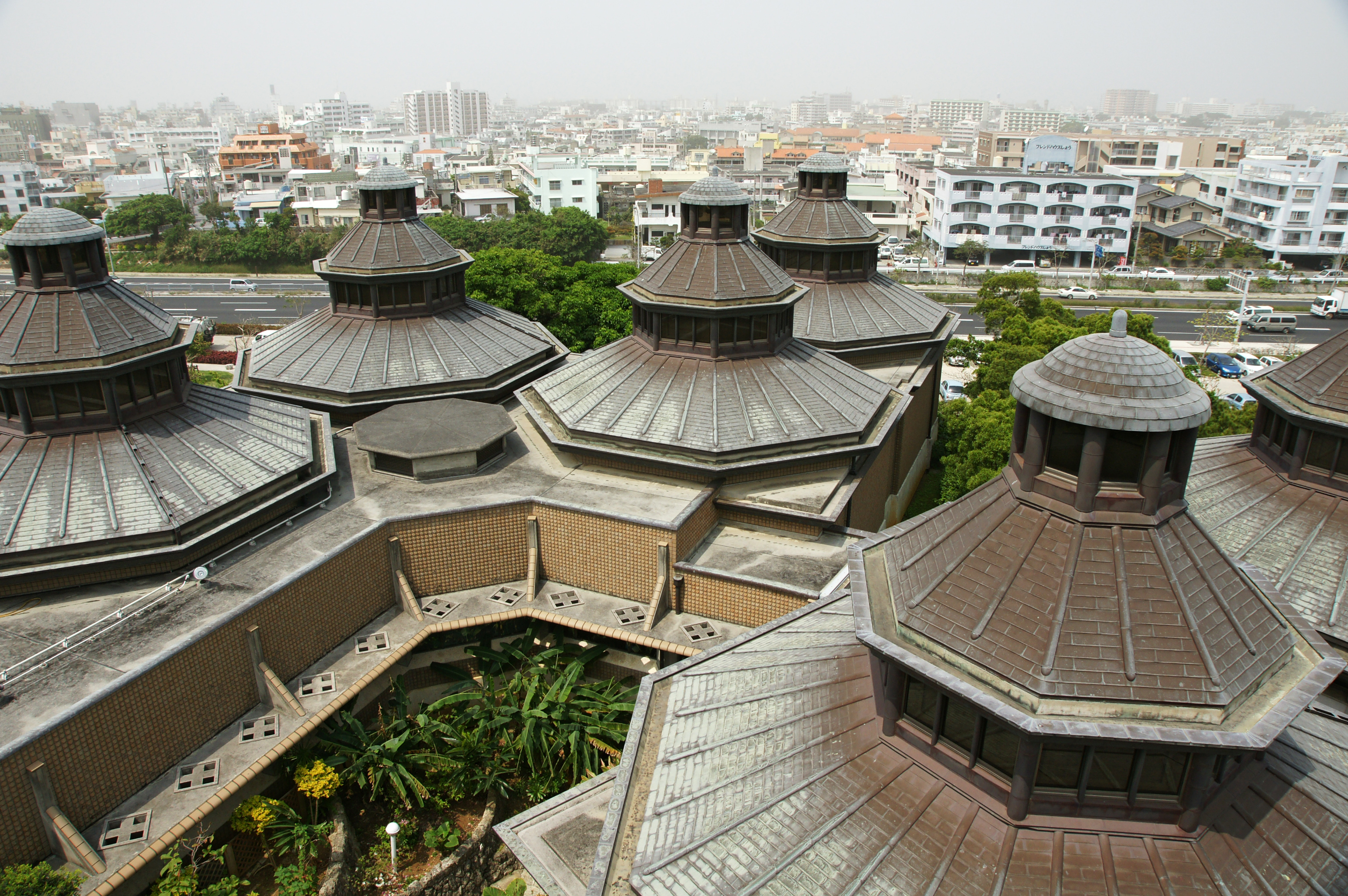
特徴的な塔屋と中庭

浦添市美術館（うらそえしびじゅつかん）は沖縄県浦添市にある美術館である。日本初の漆芸専門美術館、沖縄初の公立美術館として1990年（平成2年）に設立され、琉球漆器をコレクションとしている。1991年（平成3年）に開館した石川県輪島漆芸美術館とは、互いに漆芸専門美術館ということで友好提携を結んでいる。また設計には建築家の内井昭蔵があたった。

## 概要

### 設立経緯
1983年（昭和58年）10月、浦添市民会館（現、浦添市てだこホール→アイム・ユニバース　てだこホール）において、日本本土に散存していた秀逸な琉球漆器を一堂に会した「琉球漆器の美」展が開催された。これを機に沖縄の伝統工芸の一つである琉球漆器の素晴らしさが多くの沖縄県民に再認識され、沖縄の美を沖縄に一括して収蔵する美術館を求める声が高まったが、相当量の漆器を専門的に保存、展示できる施設は浦添市にも沖縄県にも存在しなかった。これらを受けて浦添市は翌年、市工芸美術館建設計画を策定し、約7年をかけて沖縄県初の公立美術館、日本初の漆芸専門美術館が建設された。

### 建築概要
- 建築名称 - 浦添市美術館
- 建築主 -  浦添市
- 建築設計者 - 内井昭蔵建築設計事務所+かみもり設計JV
- 構造設計者 - 田中輝明建築研究所
- 設備設計者 - 建築設備設計研究所
- 施工 - 南海建設+金秀建設JV
- 規模 - 地下1階、地上2階
- 敷地面積 - 7,277m2
- 建築面積 - 2,128m2
- 延床面積 - 3,361m2
- 構造 - RC造
- 所在地 - 〒901-2103 沖縄県浦添市仲間1丁目9番2号
- 受賞 - 公共建築賞

## 展示
- 常設展示：常設展自室内において、一年を前期、後期の2期に分けそれぞれテーマを設定し常時約60点の琉球漆器を展示している。テーマの内容によっては、日本本土の漆器や中国、東南アジアの漆器を数点交えて展示することもある。
- 企画展示：3つある企画展示室を用い、年3、4回ほど絵画展や写真展などの大きめの展示会を行っている。

## 主な設備
- 常設展示室（音声ガイドの無料貸出あり）
- 企画展示室
- 図書室
- 実習教室
- ミュージアムショップ
- cafe花うるし

## 観覧料金
常設展示
- 個人
  - 一般：300円
  - 65歳以上：240円
  - 大学生：200円
  - 高校生以下：無料
- 団体
  - 一般：160円
  - 65歳以上：130円
  - 大学生：100円
  - 高校生以下：無料

企画展示
- 企画展ごとに変動

## アクセス

### 車
- 那覇市中心部より車で約20分（浦添カルチャーパーク内の駐車場を利用）

### 公共機関
「美術館前」下車（徒歩約5分）
- 55番・牧港線　（琉球バス交通）
- 56番・浦添線　（琉球バス交通）
- 91番・城間（南風原）線　（東陽バス）
- 191番・城間（一日橋）線　（東陽バス）

「大平（バイパス）」下車（徒歩約5分）
- 21番・新都心具志川線　（琉球バス交通）
- 88番・宜野湾線　（琉球バス交通）
- 90番・知花（バイパス）線　（琉球バス交通）
- 98番・琉大（バイパス）線　（琉球バス交通）
- 110番・長田具志川線　（琉球バス交通）
- 112番・国体道路線　（琉球バス交通）
- 290番・知花おもろまち線　（琉球バス交通）

## 周辺
- 浦添市てだこホール（隣接）
- 宜野湾市立博物館
- 宜野湾海浜公園
  - 沖縄コンベンションセンター
- 佐喜眞美術館
- 中城城